# انتخابات سراسری جمهوری چک (۲۰۲۱)
انتخابات سراسری جمهوری چک (انگلیسی: 2021 Czech legislative election) در ۸ و ۹ اکتبر ۲۰۲۱ برگزار شد. همه ۲۰۰ عضو مجلس نمایندگان انتخاب شدند و رهبر دولت حاصله نخست‌وزیر می‌شود. پس از انتخابات قانونگذاری در سال ۲۰۱۷، جمهوری چک توسط یک دولت اقلیت متشکل از حزب ANO، به رهبری نخست‌وزیر آندری بابیش و حزب سوسیال دموکرات چک (SDSSD)، به رهبری وزیر کشور یان حمشک، و با پشتیبانی از سوی حزب کمونیست بوهمیا و موراوی (KSČM) تا آوریل ۲۰۲۱ اداره می‌شد. بزرگ‌ترین حزب مخالف حزب دموکراتیک مدنی (ODS)، و پس از آن حزب لیبرال پیشرو موسوم به راهزنان قرار دارد. سایر نمایندگان از احزاب SPD , TOP 09، STAN و KDU-LSL هستند.

## نتایج انتخابات ۲۰۲۱
آندری بابیش دوباره برای رهبری ANO نامزد شد و احزاب پارلمانی اصلی مخالف، دو اتحاد انتخاباتی SPOLU و «راهزنان و شهرداران» را تشکیل دادند. نتیجه یک پیروزی شگفت‌انگیز برای اتحاد محافظه‌کاری لیبرال SPOLU بود که بیشترین آرا را به دست آورد. در حالی‌که ANO پوپولیست بیشترین تعداد کرسی‌ها را به دست آورد. این نزدیکترین انتخابات قانونگذاری در تاریخ جمهوری چک بود. احزاب مخالف اکثریت مجلس نمایندگان را به دست آوردند و با تشکیل دولت ائتلافی با رهبر SPOLU پتر فیالا به عنوان نخست‌وزیر جدید توافق کردند.